# Соловьёв, Василий Сергеевич
Василий Сергеевич Соловьёв (псевд. Болот Боотур) — якутский писатель и педагог. Народный писатель Якутии (1991). Член Союза писателей СССР (1966). Заслуженный работник культуры Якутской АССР (1965) и РСФСР (1972). Лауреат Государственной премии Якутской АССР имени П. А. Ойунского (1979). Участник Великой Отечественной войны.

## Биография
Василий Соловьёв родился 15 апреля 1915 года в бедной крестьянской семье Ботурусского улуса (ныне — на территории Чурапчинского улуса). С детства помогал родителям, поэтому в школу пошёл лишь в 11-летнем возрасте. В 1933 году, окончив «семилетку», прошёл краткосрочные курсы учителей и был направлен в начальную школу села Мындагай. В 1936 году как лучший учитель и общественник был назначен директором Мугудайской средней школы.
Осенью 1937 года после окончания 1-го курса Чурапчинского техникума был вынужден прервать учёбу. 1 марта 1938 года был арестован НКВД и привлечён к уголовной ответственности за антисоветскую пропаганду; в октябре был осужден Верховным судом Якутской АССР на 5 лет лишения свободы. Летом 1939 года освобождён с реабилитацией во всех правах.
До 1942 года Василий Соловьёв работал учителем русского языка в Мугудайской школе, а также поступил в Якутский государственный педагогический институт. После окончания второго курса был призван в армию и направлен на Калининский фронт в составе 20-й лыжной бригады. После ранений, полученных уже в первых боях, лечился в Костроме. После излечения до конца войны служил топографом-вычислителем в составе 826-го артиллерийского полка при 282-й стрелковой дивизии. Незадолго до Дня Победы получил тяжёлое ранение, проходил лечение в Германии; был демобилизован лишь в октябре 1945 года.
После войны Василий Сергеевич продолжил свою педагогическую деятельность в Мындагайской школе. С 1947 по 1951 годы работал школьным инспектором в Усть-Янском районе, где ознакомился с историей, условиями быта и труда уяндинских эвенов. Вскоре после возвращения в родной Чурапчинский район решил возобновить учёбу пединституте и переехал в Якутск. В 1955 году защитил диплом учителя русского языка и литературы.